# Klarinetkoncert (Nielsen)
Carl Nielsens Klarinetkoncert op. 57 er hans sidste store orkestrale værk. Den er skrevet i 1928 til den danske klarinetist Aage Oxenvad.

## Tilblivelse
Da Carl Nielsen i 1921 hørte Københavns Blæserkvintet øve noget musik af Mozart besluttede han sig for, at han ville skrive en Blæserkvintet til gruppen, og efterfølgende skrive en koncert til hver af de fem. Desværre nåede han kun at skrive klarinetkoncerten og en fløjtekoncert.
Han gik i gang med denne koncert i foråret 1928 og var færdig den 15. august samme år. I koncerten er der en kamp mellem tonearterne F-dur og E-dur med F-dur som den "vindende". Koncerten er kendt for sit suveræne samspil mellem klarinet og orkester.
Den første opførelse fandt sted ved en privatkoncert den 14. september 1928 i Carl Johan Michaelsens sommerhus i Humlebæk, men fik sin "egentlige" uropførelse den 11. oktober hvor den blev voldsomt kritiseret. I aviserne stod der bl.a. at hvis dette skulle kaldes den nye musik "vil de kommende generationer ikke få det behageligt i koncertsalene", og at "selv et moderne indstillet øre må have følt pine under oplevelsen." I dag betragtes koncerten som det mest ypperlige efter Mozarts Klarinetkoncert, og stort set alle soloklarinetister har den på deres repertoire. Carl Nielsens senere værker er mere fintfølende og kræver ikke så mange musikere for at spille dem. Således er klarinetkoncerten kun skrevet for 2 Fagotter, 2 Horn i F, Lilletromme og strygere og selvfølgelig soloklarinetten i A.

## Eksterne links
- Link til Carl Nielsen Udgavens praktisk/videnskabelige digitale udgave:

- Koncert for Klarinet og Orkester, Op. 57